# El descanso en la huida a Egipto (Pittoni)
El descanso en la huida a Egipto (en italiano: Riposo durante la fuga in Egitto), es un cuadro al óleo sobre lienzo del pintor italiano Giambattista Pittoni, comprado por el barón Heinrich Thyssen Bornemisza a una colección privada milanesa y desde 1986 propiedad de la colección Thyssen-Bormeisza que lo tiene depositado en el Museu Nacional d'Art de Catalunya.
El tema fue tratado por el artista en otras ocasiones y existe una copia conservada en el Szépmüveszeti Múzeum de Budapest dibujada a la aguada y tinta sepia por Anton Kern, discípulo y colaborador de Pittoni.